# ادمون سشان
اِدمون سِـشان (فرانسوی: Edmond Séchan‎؛ ‏ ۲۰ سپتامبر ۱۹۱۹ – ۷ ژوئن ۲۰۰۲) فیلم‌بردار، فیلم‌نامه‌نویس و کارگردان فیلم اهل فرانسه بود.
از فیلم‌هایی که وی در آن‌ها نقش داشته است، می‌توان به جهان خاموش، بادکنک قرمز، ماجراهای آرسن لوپن، آن مرد از ریو، ژاندارم در نیویورک، یکسره مجنون او، مهمانی و مهمانی ۲ اشاره نمود.
وی همچنین برندهٔ جوایزی همچون جایزه اسکار بهترین فیلم کوتاه و نخل طلای فیلم کوتاه شده‌است.